# Tochilea
Tochilea – wieś w Rumunii, w okręgu Bacău, w gminie Răchitoasa. W 2011 roku liczyła 182 mieszkańców.